# Ходосовский сельсовет

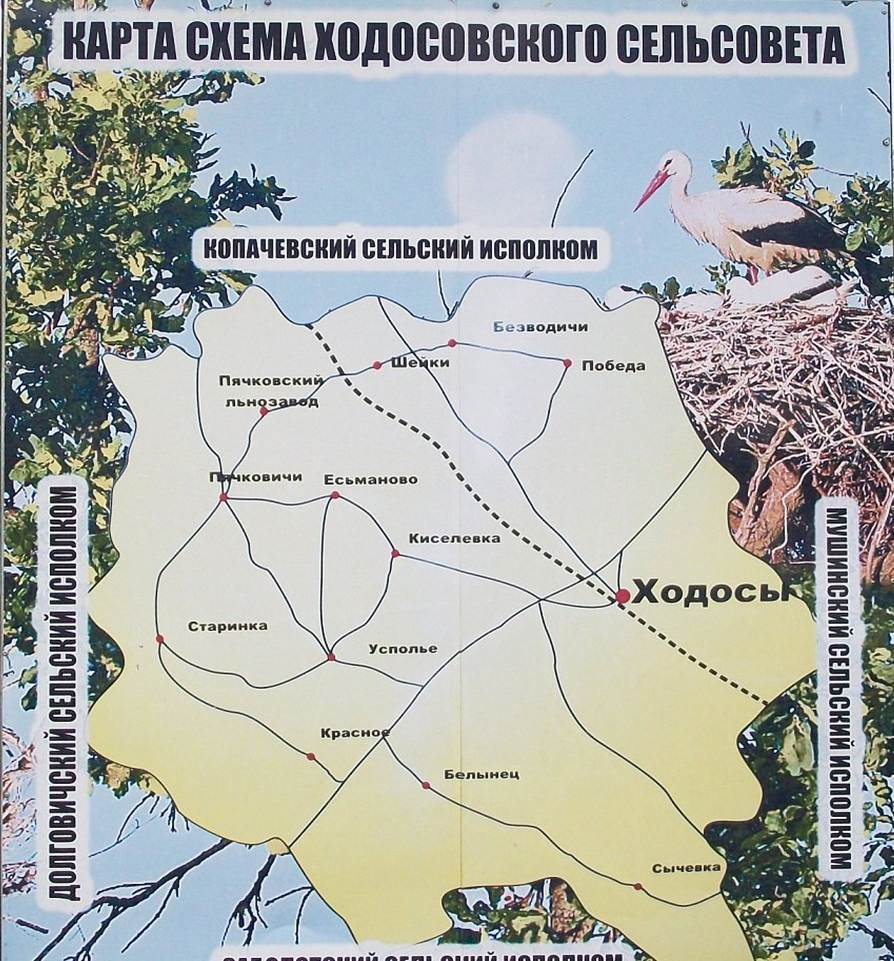
Карта-схема «Ходосовский сельсовет»

Хо́досовский сельсовет — административная единица на территории Мстиславского района Могилёвской области Республики Беларусь. Административный центр — агрогородок Ходосы.

## Состав
Ходосовский сельсовет включает 25 населённых пунктов:
- Безводичи — деревня.
- Белынец — деревня.
- Бесковка — деревня.
- Васильково — деревня.
- Волковка — деревня.
- Есьманово — деревня.
- Заболотье — агрогородок.
- Карписоновка — деревня.
- Киселевка — деревня.
- Красное — деревня.
- Лыкинка — деревня.
- Михайлово — деревня.
- Петрыги — деревня.
- Победа — деревня.
- Прибережье — деревня.
- Пячковичи — деревня.
- Пячковичский льнозавод — деревня.
- Ракитенка — деревня.
- Старинка — деревня.
- Сычевка — деревня.
- Усполье — деревня.
- Ходосы — агрогородок.
- Черная Сосна — деревня.
- Шейки — деревня.
- Юшковичи — деревня.

Упразднённые населённые пункты:
- Карписоновка — деревня[1].
- Пустынки — деревня